# David Christopher Kelly
David Christopher Kelly (ur. 17 maja 1944, zm. 17 lipca 2003) – pracował jako ekspert od broni biologicznej dla Ministerstwa Obrony Wielkiej Brytanii. Z ramienia Narodów Zjednoczonych był inspektorem rozbrojeniowym w Iraku, odwiedzając ten kraj 37 razy. Za swój wkład w poszukiwanie broni biologicznej został nominowany przez Rolfa Ekeusa do Pokojowej Nagrody Nobla.

## Życiorys
Urodzony w Walii, ukończył Leeds University ze stopniem inżyniera oraz Birmingham University ze stopniem magistra. W 1971 roku otrzymał doktorat z mikrobiologii na Oxford University. W 1984 roku przystąpił do Państwowej Służby Cywilnej. Następnie rozpoczął pracę jako doradca Ministerstwa Obrony oraz Ministerstwa Spraw Zagranicznych.
Kelly stał się znany w lipcu 2003 roku, w związku z podejrzeniami, iż rząd wyolbrzymił zagrożenie iracką bronią biologiczną, aby zyskać poparcie dla interwencji w Iraku w 2003. Kelly był głównym źródłem informacji o irackiej broni biologicznej dla rządu brytyjskiego. Według ustaleń komisji Lorda Huttona Kelly nie wytrzymał napięcia wokół swojej osoby i popełnił samobójstwo. Znaleziono go martwego nieopodal domu z podciętymi żyłami i pudełkiem środków przeciwbólowych.
W 2009 roku Lord Hutton zarządził utajnienie całej dokumentacji medycznej związanej z okolicznościami śmierci D.K. na okres 70 lat po tym jak grupa lekarzy próbowała zakwestionować na drodze prawnej oficjalną przyczynę zgonu.